# مارك هاموند
مارك هاموند (بالإنجليزية: Mark Hammond)‏ هو سياسي أمريكي، ولد في 29 نوفمبر 1963 في الولايات المتحدة. حزبياً، نشط في الحزب الجمهوري.